# Pilawa
Pilawa è un comune urbano-rurale polacco del distretto di Garwolin, nel voivodato della Masovia.
Ricopre una superficie di 77,25 km² e nel 2004 contava 10 432 abitanti.